# Pasar Mulia
Pasar Mulia is een bestuurslaag in het regentschap Bengkulu Selatan van de provincie Bengkulu, Indonesië. Pasar Mulia telt 1922 inwoners (volkstelling 2010).